# Jiřina Hájková
Jiřina Hájková (ur. 31 stycznia 1954 w Děčínie) – czechosłowacka hokeistka na trawie, medalistka olimpijska.
Uczestniczka letnich igrzysk olimpijskich w Moskwie w 1980. Wystąpiła we wszystkich pięciu meczach turnieju (strzeliła jedną bramkę w spotkaniu z Austrią). Czechosłowackie hokeistki w swoim jedynym występie olimpijskim zdobyły srebrny medal.
Reprezentowała Czechosłowację w 92 spotkaniach. W 1984 wyemigrowała do Niemiec.